# Maud Sulter
Maud Sulter (19 de septiembre de 1960-27 de febrero de 2008) fue una artista escocesa, escritora e historiadora cultural de ascendencia ghanesa que vivió y trabajó en Gran Bretaña. Inició su carrera como escritora y poeta y poco después se dedicó al arte visual. A finales de 1985 ya había publicado su primer poemario y mostrado su obra en tres exposiciones. También fue conocida por sus colaboraciones con otras académicas y activistas feministas que cuestionaban la representación de las mujeres negras en las historias del arte, así como por su defensa de la escultora afroamericana Edmonia Lewis y la fascinación que sentía por la artista francesa nacida en Haití Jeanne Duval.

## Biografía
Nació el 19 de septiembre de 1960 en Glasgow, Escocia, de madre escocesa y padre ghanés, Maud Sulter obtuvo un máster en Estudios fotográficos por la Universidad de Derby.

## Trayectoria

### Arte, fotografía y poesía

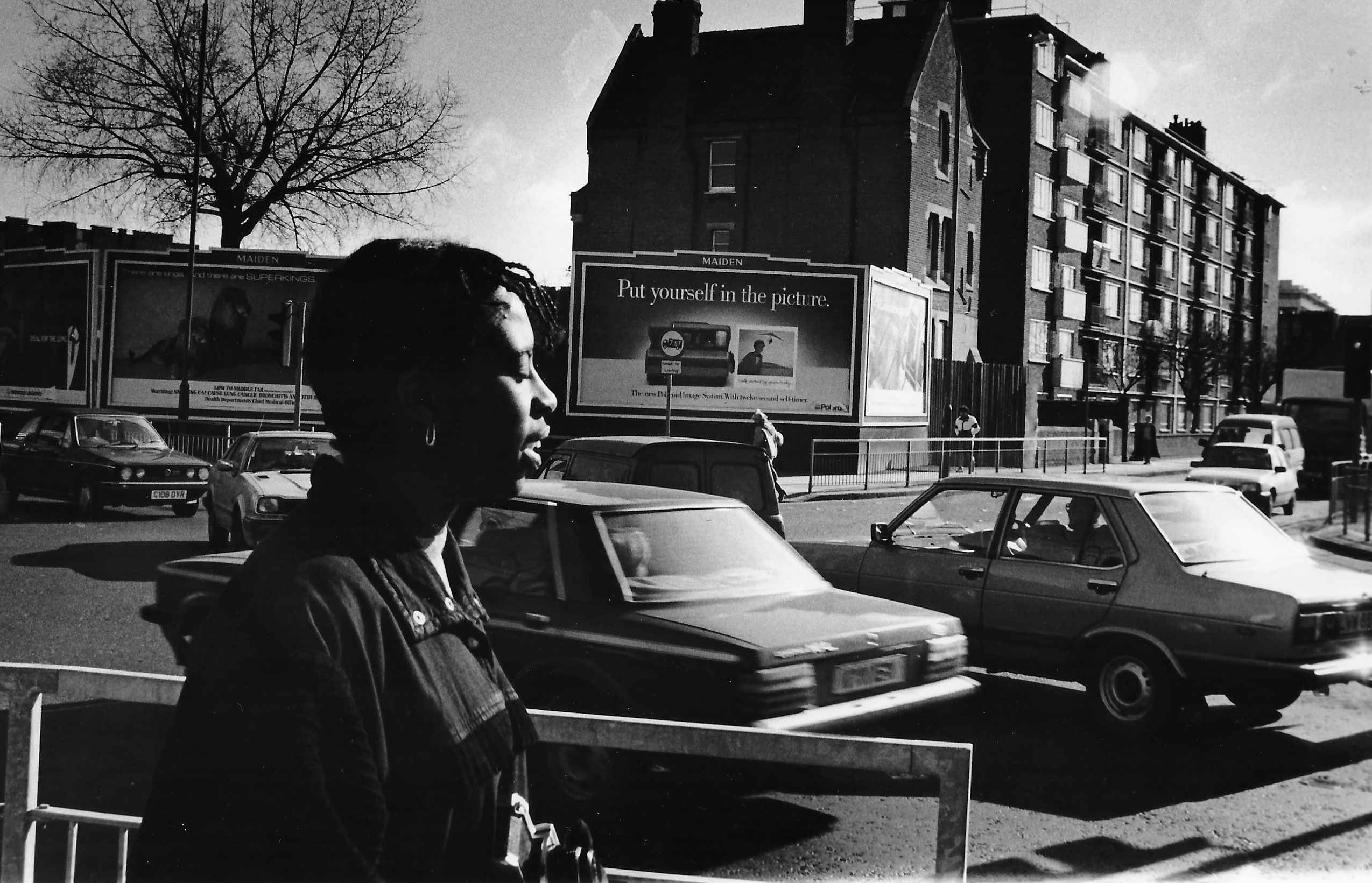
Foto de la exposición Testimony: Three Blackwomen Photographer: Brenda Agard, Ingrid Pollard, Maud Sulter, en Camerawork London.

Sulter participó en la exposición The Thin Black Line (La delgada línea negra), comisariada por Lubaina Himid en el ICA de Londres en 1985. La exposición mostraba la obra de mujeres artistas negras y asiáticas, volviendo a centrar la visibilidad del arte negro y asiático en la escena artística británica. Sulter y Himid colaboraron estrechamente en proyectos, comisariando y exponiendo sus obras juntas. Maud Sulter trabajó la fotografía, el cine, la instalación, el collage y el fotomontaje y la performance. Su obra suele hacer referencia a temas históricos y míticos. Sus fotografías se han expuesto en sitios como el Museo Victoria and Albert (1987), la Bienal de Johannesburgo (1995), o la Galería Nacional Escocesa de Retratos (2003). Recibió varios premios y becas, entre ellos el British Telecom New Contemporaries Award (1990) y la Momart Fellowship en la Tate Liverpool (1990).
Además de escribir sobre historia del arte y comisariar numerosas exposiciones, Sulter fue poeta y dramaturga. Sobre su poesía declaró: "El cuerpo central de mi obra poética es inequívocamente la poesía amorosa dirigida a ambos géneros".
Entre sus publicaciones destacan los poemarios As a Blackwoman (1985), cuyo poema del mismo título ganó el año anterior el premio Vera Bell de ACER, Afro-Caribbean Education Resource); Zabat: Poetics of a Family Tree (1989) y Sekhmet: A Decade or So of Poems (2005). Su obra teatral, Service to Empire (2002), está inspirada en Jerry Rawlings presidente de Ghana (1993-2001). Los poemas de Sulter "Gone But Not Forgotten" y "If Leaving You" están accesible en línea, y sus escritos pueden encontrarse en las bibliotecas Scottish Poetry Library, Glasgow Women's Library, Stuart Hall Library de Londres, la Poetry Society de Londres, la Tate Library de Londres, entre otras muchas.
Sulter fue profesora titular de Bellas Artes en la Manchester Metropolitan University desde 1992 hasta 1994, impartió clases en otras universidades inglesas y comisarió su propia obra y la de otros artistas en galerías británicas desde mediados de los ochenta. Entre ellas The People's Gallery de Londres, Tate Liverpool, Touchstones Rochdale, Street Level Photoworks en Glasgow, con Himid en Elbow Room en Londres y en su propia galería, Rich Women of Zurich de Londres.

### Obras de arte

#### Esfinge
Sphinx fue la primera gran serie de fotografías de Sulter. Esta serie de nueve fotografías en blanco y negro tomadas en Gambia (Harris Museum and Art Gallery Preston) se mostró por primera vez en la exposición individual en The Black Art Gallery, en septiembre de 1987. El folleto de la exposición incluye un poema y declaraciones y su manifiesto: "Nosotras las mujeres lucharemos... Las mujeres ganaremos.”

#### Zabat
Maud Sulter definió "Zabat" como "una danza sagrada interpretada por grupos de trece", "una expresión de poder", posiblemente el origen del sabbat de las brujas, "el rito de iniciación de las mujeres negras". En esta serie de nueve fotografías a gran escala, artistas, músicas y escritoras negras contemporáneas posan como antiguas musas. Cada retrato representaba una musa diferente de la mitología griega. Sulter escribió una serie de poemas en prosa para cada musa, titulada "Zabat Narratives".

#### Syrcas
En 1993 realizó la serie llamada en galés " Syrcas " (Circus, en su traducción al inglés) que trata de revivir la historia olvidada de los europeos negros durante el el Holocausto y su genocidio, e incluye un personaje ficticio relacionado con el trasfondo histórico de su obra llamada Monique. Sulter creó un poema complementario llamado "Blood Money", que se ha vuelto a publicar en inglés. Puedes acceder a este poema haciendo clic en este enlace. Esta serie consta de un fotomontaje de 16 obras y se presenta en cinco conjuntos subdivididos y estrechamente relacionados. Las obras de arte de fotomontaje se crearon sobre postales con paisajes y múltiples collages de imágenes. Esta obra fue expuesta en la Chapelle de la Charité d'Arles, en Francia, en 2016. enlace ver las páginas 3-5.

#### Hysteria
Creada en 1991 en una residencia de Momart en Tate Liverpool, Hysteria, según el texto que le acompaña, "cuenta la historia de una artista negra del siglo XIX que navega desde las Américas hacia Europa en busca de fama y fortuna como escultora. Una vez logrado el éxito en su carrera, ella desaparece".  Hysteria está inspirada en la vida de Edmonia Lewis, escultora de ascendencia afroamericana y chippewa. Esta serie de fotografías en color y blanco y negro incluye ocho retratos, cuatro parejas de bodegones que representan las estaciones, y cuatro placas de mármol grabadas, dispuestas inicialmente alrededor de una enorme pieza de mármol. El personaje central es la artista Hysteria modelada por Sulter. Los retratos fotográficos representan a figuras de los círculos sociales y artísticos de Hysteria. Entre ellos Bernardine Evaristo, Lubaina Himid, Delta Streete y el músico Miles Ofuso-Danso. Expuesta por primera vez en la Tate Liverpool, Hysteria viajó a Rochdale, Street Level Photoworks y el Royal Festival Hall, 1991-92.Para ver las piezas de esta exposición haz clic en este enlace.

#### Significant Others
Una serie creada por Sulter en 1993 incluye nueve fotografías de gran tamaño montadas en marcos de madera, con anotaciones en cada imagen. Esta exposición estaba compuesta por fotografías ampliadas del archivo fotográfico de su familia en las que se muestra su herencia escocesa y ghanesa. Sulter aparece en cuatro fotografías, en imágenes, como niña, en su crecimiento e identidad.

#### Les Bijoux
Producida en 2002 como impresiones Polaroid en color de gran formato y titulada igual que un poema de Charles Baudelaire que inspiró la obra, está pieza la llevó a retratarse a sí misma en las fotos con pasión y emoción, oponiéndose a la "visión común" de esta obra como sexualizada. Esta exposición es una serie de autorretratos en primer plano de Sulter como un personaje inspirado en Jeanne Duval (musa de Baudelaire). El propósito de este trabajo es dar a conocer las culturas africanas y europeas a lo largo de la historia.

#### Poetry in Motion
Obra de técnica mixta creada en 1985 y concebida como un comentario social sobre el siglo XX, en ella se muestran las luchas y los efectos del racismo a los que se enfrentaron las mujeres africanas durante esta época. Varios de los poemas de Sulter de As a Blackwoman se incluyeron en estos collages de técnica mixta. Poetry in Motion se expuso en 1985 en el Instituto de Arte Contemporáneo de Londres y fue comisariada por Lubaina Himid.

#### Twa Blak Wimmin
Twa Blak Wimmin ("Dos mujeres negras"), creada por Sulter en 1997, se realizó "para reconocer un vínculo más histórico entre Europa y África". El título alude al idioma escocés más antiguo y a la historia de mujeres escocesas históricas, " Blak Margaret " y " Blak Elene".

#### Jeanne Duval: A Melodrama I-IV
Inspirada en la poesía de Jeanne Duval "que explora su sensualidad y etnicidad...", esta obra fue creada en 1994, al igual que muchas otras, como Zabat y Les Bijoux. Sulter sentía una "fascinación visual por Jeanne Duval" desde 1988, lo que la "impulsó" a crear una obra más específica sobre Duval. En esta serie de cuatro fotocollages presenta un retrato del fotógrafo Nadar, muy cercano a Duval. Sulter publicó un libro en relación con esta obra, titulado Jeanne Duval: A Melodrama.Jeanne Duval: A Melodrama Este se expuso en las Galerías Nacionales de Escocia, Edimburgo, en 2003.

### Proyecto de creatividad de mujeres negras
Sulter trabajó con Sheba Feminist Publisher's Collective a partir de 1982. Como única escritora negra del colectivo en aquella época, reconoció una creciente necesidad de hacer escritos adaptados a las mujeres negras. A principios de la década de 1980 fundó con Ingrid PollardBlackwomen's Creativity Project. La revista ofrecía contenidos variados, desde "trenzado del pelo, poesía y actuación". Creó su propio sello editorial, Urban Fox Press, lanzando una nueva edición de As a Blackwoman, junto con su segundo poemario, Zabat: Poetics of a Family Tree, ambos en 1989.

## Legado
Sulter murió en 2008, a los 47 años, tras una larga enfermedad. Le sobrevivieron su madre, Elsie, sus dos hijas, Ama, Efia, y su hijo Alexander.
Su trabajo creó coaliciones entre feministas negras y grupos de lesbianas. A través de colaboraciones con artistas, escritoras y fotógrafas negras de todo el mundo, consiguió concienciar sobre la historia y la continua presencia de figuras de mujeres negras.
El trabajo de Sulter se encuentra en varias colecciones, incluido el Museo y Galería de Arte de Birmingham, el Museo Victoria and Albert, Colección del Consejo de Artes, el Consejo Británico, McManus Dundee, Museos de Glasgow, Tate, Centro de Arte de la Ciudad, Edimburgo, Arte de Mujeres Colección, Cambridge, Touchstones Rochdale, Galerías Nacionales de Escocia, Colección Boswell, Universidad de St Andrews, Museo y Galería de Arte Harris, Galería de Arte de la Universidad de Leeds, Museo y Galería de Arte de Inverness, la Colección del Parlamento Escocés y la Colección de Arte del Gobierno.
Entre 2011y 2012, su obra Thin Black Line(s) se mostró en la Tate Britain de Londres. Esta exposición fue una nueva puesta en escena de la exposición seminal de 1986 The Thin Black Line celebrada en el Instituto de Londres de Artes Contemporáneas.
En 2015, Street Level Photoworks Glasgow organizó una gran exposición, titulada Maud Sulter: Passion, en la que se mostraba sus obras y logros, especialmente en el campo de la fotografía y el fotomontaje. Sus retratos de 10 poetas escoceses ilustres se expusieron en Hillhead Library de Glasgow. Maud Sulter: Passion viajó a Impressions Gallery de Bradford, en 2016. Durante ese mismo año, la serie de fotomontajes Syrcas se expuso en Autograph ABP y en el Festival de Fotografía de Arles en la Chapelle de la Charité d'Arles, ambas fueron comisariadas por Mark Sealy, director de Autograph ABP.
En 2017, dos musas de Zabat (Calíope, musa de la poesía épica y Terpsícore, musa de la danza) se expusieron en la Walker Gallery como parte de la muestra de arte LGBTQ+ más grande del Reino Unido, Coming Out: Sexuality, Gender, and Identity. Las exposiciones recientes incluyen: Sarah Maldoror: Tricontinental Cinema, París, 2021 y Sulter: Center of the Frame, Cambridge y Rochdale, 2021-22.

## Exposiciones

### Exposiciones individuales
| Fecha     | Nombre                                   | Ubicación                                                                                                | notas                                            |
| --------- | ---------------------------------------- | --- | ------------------------------------------------ |
| 1987      | Sphinxx - Una historia fotográfica negra | The Black Art Gallery, Londres, Inglaterra                                                               | [ 39 ] [ 40 ]                                    |
| 1991-1992 | Maud Sulter: Histeria                    | Varios lugares: Londres, Liverpool, Birmingham                                                           | [ 39 ] [ 41 ]                                    |
| 1991      | Zabat                                    | Trabajo de cámara, Londres, Inglaterra                                                                   | [ 39 ]                                           |
| 1993      | akwaba                                   | Galería Artspeak, Vancouver, Canadá                                                                      |                                                  |
| 1993      | Proverbios de Adwoa                      | Galería Steinbaum Krauss, Nueva York, Nueva York                                                         |                                                  |
| 1994      | Plantación                               | Galería de la Universidad de Leeds, Leeds; Enchufe, Winnipeg, Canadá                                     |                                                  |
| 1994      | Syrcas                                   | Wrexham Library Art Center and Tour, Wrexham, Gales                                                      |                                                  |
| 1995      | Alba                                     | Glasgow: Centro de Arte Contemporáneo; Belfast: Baños de Ormeau; Preston: Museo y Galería de Arte Harris |                                                  |
| 1995      | Syrcas en África                         | Bienal de Johannesburgo. Johannesburgo: Gran Consejo Metropolitano de Transición de Johannesburgo        |                                                  |
| 1999      | la casa de mi padre                      | Mujeres ricas de Zúrich, Londres, Inglaterra                                                             |                                                  |
| 2000      | Plantación                               | Centro de Arte Contemporáneo, Universidad de Central Lancashire, Preston, Inglaterra                     |                                                  |
| 2003      | poetas escoceses                         | St Andrews: estrofa en el teatro Byre                                                                    |                                                  |
| 2003      | una docena de besos                      | Dundas Street Gallery, Edimburgo, Escocia                                                                |                                                  |
| 2003      | Jeanne Duval: un melodrama               | Galería Nacional Escocesa de Retratos, Edimburgo, Escocia                                                |                                                  |
| 2004      | Acerca de la cara.                       | Edinburgh, Escocia                                                                                       | Organizado por la Biblioteca de Poesía Escocesa. |
| 2005      | Sekhmet                                  | Centro de artes Gracefield, Dumfries                                                                     |                                                  |
| 2016      | Pasión                                   | Galería de impresiones, Bradford, Inglaterra                                                             | [ 42 ]                                           |

### Exposiciones colectivas
| fechas | Nombre                                                                      | Artistas | Ubicación                                                                                                  | notas                                  |
| ------ | --------------------------------------------------------------------------- | --- | --- | -------------------------------------- |
| 1987   | Lubaina Himid: Nuevas túnicas para MaShulan                                 | Maud Sulter, Lubaina Himid | Galería de arte de Rochdale, Rochdale, Inglaterra                                                          | La obra, Una Habitación para MaSHULAN. |
| 1988   | Guerrero de sangre dorada                                                   | Maud Sulter, Lubaina Himid | Centro Tom Allen, Londres, Inglaterra                                                                      |                                        |
| 1989   | Canción de mujer negra                                                      | Maud Sulter, Lubaina Himid | Sisterwrite Gallery, Londres, Inglaterra                                                                   |                                        |
| 1990   | Tratado sobre lo sublime: Maud Sulter, Lubaina Himid                        | Maud Sulter, Lubaina Himid | Galería de Arte Phebe Conley, Universidad Estatal de California, Stanislaus, Turlock, California           |                                        |
| 1995   | Palabra no encontrada.                                                      | Maud Sulter, Lubaina Himid | Galerie Palais Walderdorff, Tréveris, Alemania                                                             |                                        |
| 2002   | Hablar Inglés                                                               | Maud Sulter, Lubaina Himid | Escuela de Arte de Glasgow, Glasgow, Escocia                                                               |                                        |
| 2002   | Festival de fotografía Encuentros Da Imagem                                 | | Braga, Portugal                                                                                            |                                        |
| 2006   | Lectura de la imagen: poéticas de la diáspora negra                         | Maud Sulter, Deanna Bowen, Christopher Cozier, Michael Fernandes. | Galería de arte Thames, Chatham, Canadá                                                                    | [ 43 ]                                 |
| 2008   | Feminidad negra, imágenes, íconos e ideologías del cuerpo africano          | | Varios lugares: Museo de arte Hood en Dartmouth, Museo y Centro Cultural Davis, Museo de Arte de San Diego |                                        |
| 2011   | Líneas negras delgadas.                                                     | Maud Sulter, Sutapa Biswas, Sonia Boyce, Lubaina Himid, Claudette Johnson, Ingrid Pollard, Veronica Ryan | Museo Tate Britain, Londres, Inglaterra                                                                    | [ 1 ]                                  |
| 2012   | Lo que hemos hecho, lo que estamos a punto de hacer                         | | Centro de Arte Contemporáneo, Glasgow, Escocia                                                             |                                        |
| 2012   | Seducidos por el arte, el pasado y el presente de la fotografía             | | Londres: Galería Nacional; Barcelona: CaixaForum y Madrid: CaixaForum                                      |                                        |
| 2013   | Dos estudios de casos invisibles                                            | Maud Sulter, Oladélé Ajiboyé Bamgboyé | Malmö Konsthall                                                                                            | Curada por Lengua materna              |
| 2013   | Mirando hacia adentro: Retratos fotográficos de Maud Sulter y Chan-Hyo Bae. | Maud Sulter, Chan Hyo Bae | Galería Ben Uri, Londres, Inglaterra                                                                       |                                        |
| 2017   | Salir del armario: sexualidad, género e identidad                           | Maud Sulter, Andy Warhol, Sarah Lucas, Grayson Perry, David Hockney, Francis Bacon, Steve McQueen, Derek Jarman, Sunil Gupta, Chila Kumari Burman, Linder, Richard Hamilton, Gillian Wearing, Eric Bainbridge, Marvin Gaye Chetwynd, Robert Colquhoun, Kate Davis, Jez Dolan, Mario Dubsky, Harry Diamond, Mark Francis, Anya Gallaccio, Colin Hall, Andrea Hamilton, Margaret Harrison, David Hurn, Bob Jardine, Isaac Julien, Karen Knorr, Hilary Lloyd, Robert MacBryde, Zanele Muholi, Catherine Opie, Hadrian Pigott, Charlotte Prodger, Hannah Quinlan y Rosie Hastings, James Richards, Derek Ridgers, David Robilliard, Keith Vaughan, John Walter, Annie Wright, Vanley Burke | Galería Walker, Liverpool.                                                                                 | [ 44 ]                                 |

## Publicaciones

### Libros de Sulter
- As a Blackwoman, Poems 1982–1985. Urban Fox Press. 1985. ISBN 9781872124001.
- Zabat: Poetics of a Family Tree. Urban Fox Press. 1989. ISBN 9781872124056.
- Passion: Discourses on Blackwomen's Creativity. An Urban Fox Press cultural studies imprint. Urban Fox Press. 1990. ISBN 9781872124315.
- Necropolis. Urban Fox Press. 1990. ISBN 9781872124063.
- Service to Empire. A19. 2002. ISBN 978-0954330200.
- Sekhmet: A Decade or So of Poems. Dumfries and Galloway Cultural Services. 2005. ISBN 978-0946280698.